# Ignaz Pamer

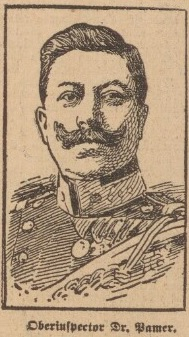
Ignaz Pamer im Illustrirten Wiener Extrablatt, vom 27. Februar 1908

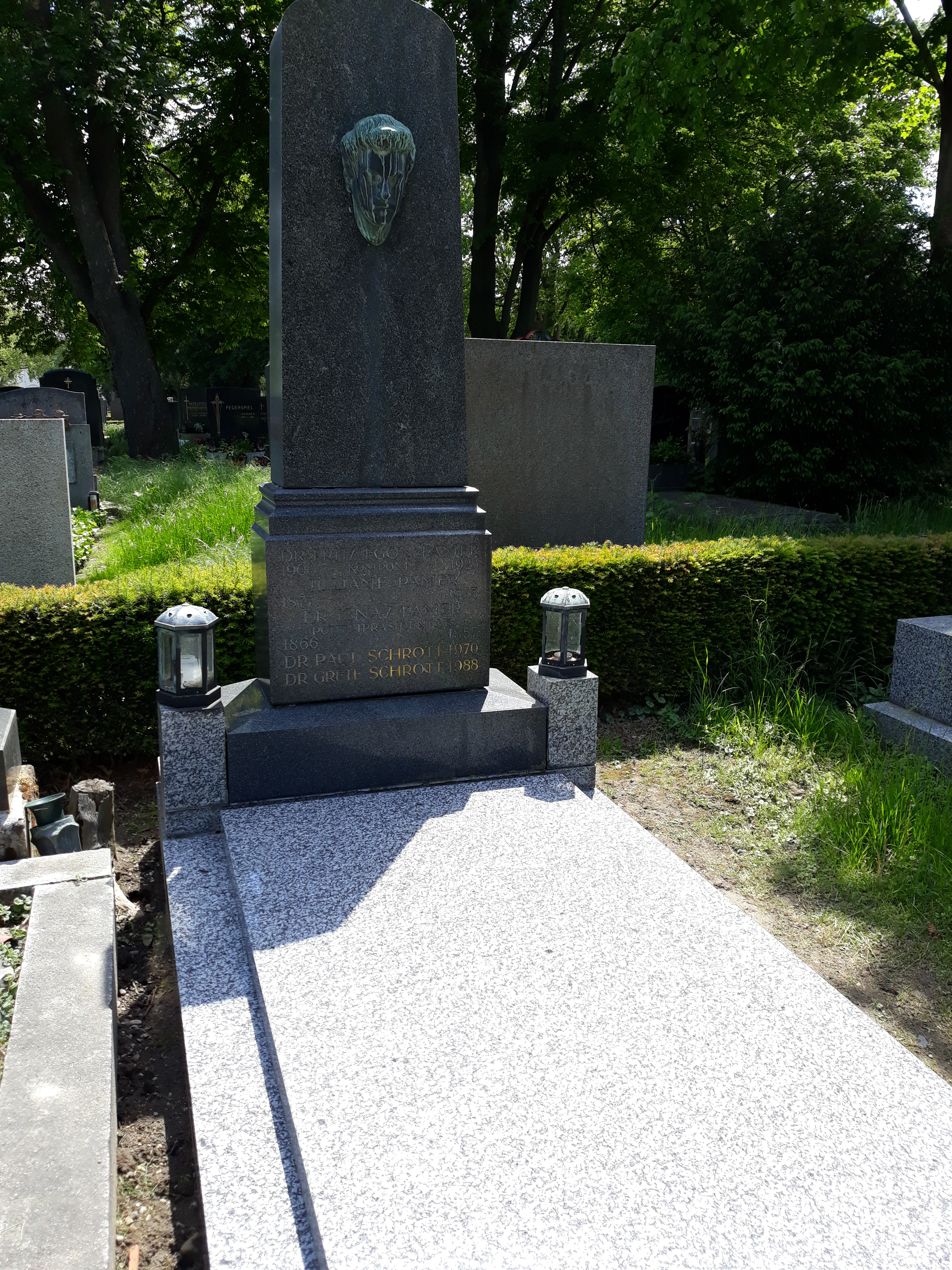
Das Grab von Ignaz Pamer im Familiengrab auf dem Zentralfriedhof Wien (2021).

Ignaz Pamer (* 27. August 1866 in Korneuburg; † 16. Juli 1957 in Wien) war, nach der Befreiung Wiens, in den Jahren 1945 und 1946 Polizeipräsident und somit Leiter der Bundespolizeidirektion Wien.

## Leben und Wirken
Ignaz Pamer wurde am 27. August 1866 als Sohn von Ignaz Pamer und dessen Ehefrau Johanna in Korneuburg geboren und am 30. August 1866 auf den Namen Ignaz getauft. Nach der allgemeinen Schulausbildung und dem Besuch des Gymnasiums in Oberhollabrunn diente er als Einjährig-Freiwilliger im k.u.k. Infanterieregiments „Erzherzog Ernst“ Nr. 48 (zugeteilt dem k.u.k. Infanterieregiment „Freiherr von Klobučar“ Nr. 5). Im Dezember 1887 erfolgte die Ernennung zum Leutnant der Reserve. Anschließend studierte Pamer Rechtswissenschaften an der Universität Wien und promovierte 1892 zum Dr. iur.
Am 12. Oktober 1892 trat er in den Konzeptsdienst der Polizeidirektion Wien ein. Innerhalb der Polizeidirektion Wien wurde er 1895 Bezirksinspektor (Diätenklasse IX, entsprechend dem K.k. Gendarmerie-Rittmeister). Als solcher besaß er das Kommando über die Sicherheitswachabteilung in Ottakring. Nachdem ihm im Jahr 1901 der persische Sonnen- und Löwenorden IV. Klasse verliehen worden war, wurde Pamer im darauffolgenden Jahr mit dem Kommando der berittenen Sicherheitswache in Wien betraut. Bei der Tiroler Jahrhundertfeier 1909 im August 1909 war Pamer mit der Organisation des Dienstes der berittenen Sicherheitswache in Innsbruck betraut, wofür ihm vom Kaiser Franz Joseph I. bei dessen Abreise am Innsbrucker Bahnhof die vollste Anerkennung zuteilwurde.
Seit dem 23. Dezember 1903 Oberinspektor (Major), erhielt Pamer im Februar 1908 das Ritterkreuz des Franz-Joseph-Ordens verliehen. Am 12. September 1909 stieg Pamer vom Oberinspektor zum Polizeirat auf. Um 1910/11 saß er unter anderem als Stellvertreter von Roman Fuchs, Oberpolizeirat und Zentralinspektor der Sicherheitswache, im Zentralkomitee für Überschwemmungs-Angelegenheiten in Wien. Zu diesem Zeitpunkt wohnte Pamer im 4. Wiener Gemeindebezirk in der Johann-Strauß-Gasse 18. Nach dem Tod von Fuchs am 22. Juni 1911 stieg Pamer als dessen bisheriger Assistent zum Oberpolizeirat und zum Zentralinspektor der Wiener Sicherheitswache auf. Pamer hatte bis zu seiner Ernennung eine Vielzahl wichtiger Referate des Zentralinspektorats inne und war unter dem früheren Zentralinspektor Hofrat Baron Gorup an der Neuorganisierung und Modernisierung der Sicherheitswache hauptbeteiligt. An der Redaktion der von Hofrat Baron Gorup herausgegebenen Lehrbücher für die k. k. Sicherheitswache hatte Pamer außerdem großen Anteil. Außerdem galt er als Fachmann auf dem Gebiet des Polizeihundewesens. Im Oktober 1911 nahm er an einer allgemeinen Audienz des Kaisers teil.
Als Zentralinspektor der (Bundes-)Sicherheitswache war er von 1911 bis 1923 tätig, stieg 1923 zum Vizepräsidenten auf wurde 1930 in den Ruhestand versetzt und hatte bis 1945 vier Wechsel des politischen Systems in Österreich erlebt. Seine Bestellung durch Karl Renner zum Polizeipräsidenten im April 1945 signalisierte das Anknüpfen der Sicherheitsverwaltung an die Zeit vor dem NS-Regime, war aber auf Grund seines bereits hohen Lebensalters von fast 79 Jahren nur von kurzer Dauer. Pamer selbst sah sich ohnehin nur als Platzhalter. Am 19. April 1945 erließ er einen Geschäftsplan für die Polizeidirektion Wien mit den drei zentralen Abteilungen Staatspolizei, Kriminalpolizei und Administrativpolizei. Nachdem er kurz vor seinem 80. Geburtstag in den endgültigen Ruhestand versetzt worden war, trat Arthur Klauser seine Nachfolge als Polizeipräsident an. In Pamers Amtszeit fiel auch die Übersiedelung des Wiener Polizeidirektion vom Niederösterreichischen Landhaus in der Herrengasse 13, die dort ab März 1945 untergebracht war, ins Deutschmeister-Palais am Parkring im Juli 1945.
Darüber hinaus trat Pamer auch schriftstellerisch und publizistisch in Erscheinung. Zwischen 1908 und 1912 veröffentlichte er unter anderem Organisation und Instruktion der Wiener k.k. Sicherheitswache in vier Bänden. Zeitlebens wurde er mit dem Sonnen- und Löwenorden (1901), dem Franz-Joseph-Orden (1908), dem Orden der Eisernen Krone und dem Großen Ehrenzeichen für Verdienste um die Republik Österreich ausgezeichnet.
Am 16. Juli 1957 starb Pamer 90-jährig in Wien und wurde am 19. Juli 1957 in einem Familiengrab am Wiener Zentralfriedhof (Gruppe 2, Reihe 3, Nr. 28) bestattet.